# 엘로디 부셰즈
엘로디 부셰즈(Élodie Bouchez, 1973년 4월 5일 ~ )는 프랑스의 배우이다. 미국 드라마 앨리어스(2005-06)와 엘 워드(2006-07) 출연을 통해 국제적인 인지도를 얻었다.
1994년 영화 《야생 갈대》를 통해 세자르상 신인여우상을 받았다. 1998년 영화 《천사들이 꿈꾸는 세상》를 통해 칸 영화제 여자배우상, 세자르상 여우주연상, 뤼미에르상 여우주연상, 유럽 영화상 여우주연상을 수상했다. 2018년 영화 《가족이 되기까지》를 통해 뤼미에르상 여우주연상을 다시 한 번 받았다.

## 출연 작품

### 영화
- 야생 갈대 (1994)
- 위험한 청춘 (1994, Le Péril jeune)
- 천사들이 꿈꾸는 세상 (1998)
- 종종 (1998, Zonzon)
- 연인들 (1999, Lovers)
- 육체의 향연 (2000, Too Much Flesh)
- La Faute à Voltaire (2000)
- 죽음의 침묵 (2003, Le Pacte du silence)
- 니스의 브리스 (2005, Brice de Nice)
- 그가 떠난 후 (2007, Après lui)
- 히어로즈 (2007, Héros)
- 나는 다른 사람의 애들이 정말 싫어! (2007, Je déteste les enfants des autres)
- 포 러버즈 (2010)
- 뚜르드 프랑스: 기적의 레이스 (2013)
- 리얼리티 (2014, Réalité)
- 사랑은 부엉부엉 (2016, Hibou)
- 가족이 되기까지 (2018, Pupille)
- 샹송가수 기 자메 (2018, Guy)
- Simone, le voyage du siècle (2022)
- Je verrai toujours vos visages (2023)

### 텔레비전
- 앨리어스 (2005-06)
- 엘 워드 (2006-07)